# Kalendarium pierwszego rządu Donalda Tuska

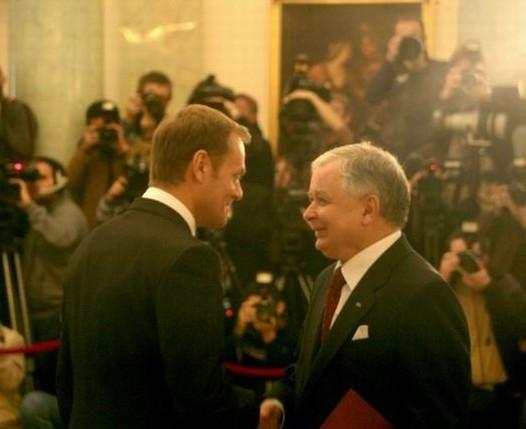
Powołanie i zaprzysiężenie Donalda Tuska na Prezesa Rady Ministrów (16 listopada 2007)

Kalendarium pierwszego rządu Donalda Tuska opisuje powołanie pierwszego rządu Donalda Tuska, zmiany na stanowiskach ministrów, sekretarzy stanu, podsekretarzy stanu, wojewodów i wicewojewodów, a także zmiany personalne na kierowniczych stanowiskach w urzędach centralnych podległych Radzie Ministrów.

## Proces powołania rządu
- 9 listopada 2007 – Prezydent RP Lech Kaczyński desygnował na Prezesa Rady Ministrów Donalda Tuska powierzając mu misję sformowania rządu
- 16 listopada 2007 – powołanie przez Prezydenta RP Lecha Kaczyńskiego i zaprzysiężenie Prezesa Rady Ministrów wraz ze składem Rady Ministrów

## Exposé i wotum zaufania
- 23 listopada 2007 Donald Tusk wygłosił exposé i złożył wniosek do Sejmu o udzielenie wotum zaufania.
- Uchwałą Sejmu z 24 listopada 2007 Rada Ministrów Donalda Tuska otrzymała wotum zaufania. Za jego udzieleniem głosowało 238 posłów, przeciw opowiedziało się 204. Dwóch posłów wstrzymało się od głosu. Większość bezwzględna konieczna do uzyskania wotum zaufania wynosiła 223 głosy. Poparcia Radzie Ministrów udzieliły kluby parlamentarne: Platformy Obywatelskiej i Polskiego Stronnictwa Ludowego. Przeciw były kluby Prawo i Sprawiedliwość oraz Lewica i Demokraci.

### Wotum nieufności
- 5 czerwca 2008 grupa posłów z klubu parlamentarnego Prawa i Sprawiedliwości złożyła wniosek o wyrażenie wotum nieufności wobec ministra finansów Jana Vincenta-Rostowskiego. Sejm w głosowaniu odrzucił uchwałę o wyrażeniu wotum nieufności ministrowi.
- 25 lipca 2008 grupa posłów z klubu parlamentarnego Prawa i Sprawiedliwości złożyła wniosek o wyrażenie wotum nieufności wobec ministra zdrowia Ewy Kopacz (PO). Sejm w głosowaniu z 25 na 26 lipca 2008 odrzucił uchwałę o wyrażeniu wotum nieufności ministrowi.

## Prace rządu
- 16 listopada 2007 – pierwsze posiedzenie Rady Ministrów
- 16 listopada 2007 – Rada Ministrów wydała rozporządzenia znoszące Ministerstwo Gospodarki Morskiej, Ministerstwo Transportu, Ministerstwo Budownictwa i powołujące Ministerstwo Infrastruktury

## Zmiany w rządzie
Lista zmian personalnych na stanowiskach ministrów, sekretarzy stanu, podsekretarzy stanu, wojewodów i wicewojewodów.

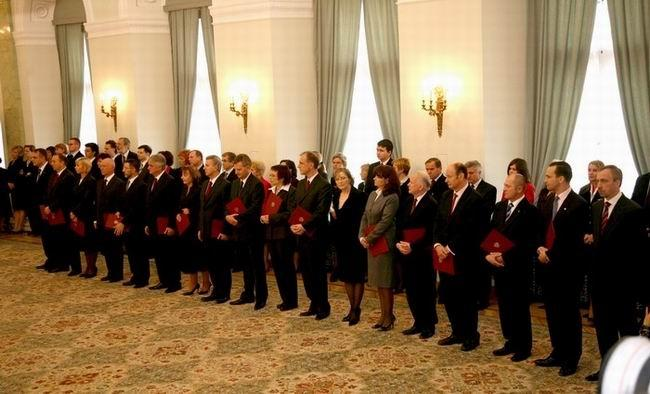
Rząd Donalda Tuska w czasie zaprzysiężenia w Pałacu Prezydenckim

### Rok 2007
| Powołanie | Odwołanie |
| 16 listopada 2007 | 16 listopada 2007 |
| --- | --- |
| - Waldemara Pawlaka na urzędy wiceprezesa Rady Ministrów i ministra gospodarki, - Grzegorza Schetyny na urzędy wiceprezesa Rady Ministrów oraz ministra spraw wewnętrznych i administracji, - Elżbiety Bieńkowskiej na urząd ministra rozwoju regionalnego, - Zbigniewa Ćwiąkalskiego na urzędy ministra sprawiedliwości i prokuratora generalnego, - Zbigniewa Derdziuka na urząd ministra-członka Rady Ministrów, - Mirosława Drzewieckiego na urząd ministra sportu i turystyki, - Jolanty Fedak na urząd ministra pracy i polityki społecznej, - Cezarego Grabarczyka na urząd ministra infrastruktury, - Aleksandra Grada na urząd ministra skarbu państwa, - Katarzyny Hall na urząd ministra edukacji narodowej, - Bogdana Klicha na urząd ministra obrony narodowej, - Ewy Kopacz na urząd ministra zdrowia, - Barbary Kudryckiej na urząd ministra nauki i szkolnictwa wyższego, - Macieja Nowickiego na urząd ministra środowiska, - Marka Sawickiego na urząd ministra rolnictwa i rozwoju wsi, - Radosława Sikorskiego na urząd ministra spraw zagranicznych, - Jana Vincenta-Rostowskiego na urząd ministra finansów, - Bogdana Zdrojewskiego na urząd ministra kultury i dziedzictwa narodowego, - Sławomira Nowaka na stanowiska sekretarza stanu w Kancelarii Premiera i szefa gabinetu politycznego Premiera, - Pawła Grasia na stanowiska sekretarza stanu w Kancelarii Premiera, pełnomocnika rządu ds. bezpieczeństwa oraz koordynatora służb specjalnych. - Rafała Grupińskiego na stanowisko sekretarza stanu w Kancelarii Premiera, - Stanisława Gawłowskiego na stanowisko sekretarza stanu w Ministerstwie Środowiska, - Tomasza Arabskiego na stanowisko szefa Kancelarii Premiera, - Agnieszki Liszki na stanowisko rzecznika prasowego rządu, - Igora Ostachowicza na stanowisko podsekretarza stanu w Kancelarii Premiera, - Rafała Wiśniewskiego na stanowisko dyrektora generalnego służby zagranicznej w Ministerstwie Spraw Zagranicznych, - Witolda Drożdża na stanowisko podsekretarza stanu w Ministerstwie Spraw Wewnętrznych i Administracji. | - Antoniego Macierewicza ze stanowiska sekretarza stanu w Ministerstwie Obrony Narodowej (powołany na to stanowisko 1 listopada 2007), - Henryka Kowalczyka ze stanowisk sekretarza stanu i pełnomocnika Rządu ds. Kształtowania Ustroju w Ministerstwie Rolnictwa i Rozwoju Wsi (powołany na te stanowiska 7 czerwca 2006), - Jarosława Żaczka ze stanowiska sekretarza stanu w Ministerstwie Rolnictwa i Rozwoju Wsi (powołany na to stanowisko 27 sierpnia 2007), - Jacka Boguckiego ze stanowiska sekretarza stanu w Ministerstwie Rolnictwa i Rozwoju Wsi (powołany na to stanowisko 31 sierpnia 2007), - Stanisława Piotrowicza ze stanowiska sekretarza stanu w Kancelarii Premiera (powołany na to stanowisko 5 czerwca 2007), - Rafała Romanowskiego ze stanowiska podsekretarza stanu w Ministerstwie Rolnictwa i Rozwoju Wsi (powołany na to stanowisko 13 sierpnia 2007), - Piotra Wojtczaka ze stanowiska dyrektora generalnego służby zagranicznej w Ministerstwie Spraw Zagranicznych (powołany na to stanowisko 19 marca 2006). |
| 20 listopada 2007 | |
| - Krystyny Szumilas na stanowisko sekretarza stanu w Ministerstwie Edukacji Narodowej, - Adama Szejnfelda na stanowisko sekretarza stanu w Ministerstwie Gospodarki, - Jana Burego na stanowisko sekretarza stanu w Ministerstwie Skarbu Państwa, - Władysława Bartoszewskiego na stanowiska sekretarza stanu w Kancelarii Premiera, Pełnomocnika Prezesa Rady Ministrów ds. dialogu międzynarodowego, - Adama Rapackiego na stanowisko podsekretarza stanu w Ministerstwie Spraw Wewnętrznych i Administracji, - Piotra Stachańczyka na stanowisko podsekretarza stanu w Ministerstwie Spraw Wewnętrznych i Administracji, - Krzysztofa Łaszkiewicza na stanowisko podsekretarza stanu w Ministerstwie Skarbu Państwa, - Zbigniewa Wrony na stanowisko podsekretarza stanu w Ministerstwie Sprawiedliwości, - Krzysztofa Żuka i Michała Chyczewskiego na stanowiska podsekretarzy stanu w Ministerstwie Skarbu Państwa. | - Władysława Ortyla ze stanowiska sekretarza stanu w Ministerstwie Rozwoju Regionalnego (powołany na to stanowisko 7 listopada 2005), - Jarosława Zielińskiego ze stanowisk sekretarza stanu w Ministerstwie Spraw Wewnętrznych i Administracji oraz pełnomocnika Rządu ds. Samorządu Terytorialnego (powołany na to stanowiska 31 maja 2006), - Mirosława Mielniczuka ze stanowiska sekretarza stanu w Ministerstwie Pracy i Polityki Społecznej (powołany na to stanowisko 7 sierpnia 2006), - Wiesława Tarki ze stanowiska podsekretarza stanu w Ministerstwie Spraw Wewnętrznych i Administracji (powołany na to stanowisko 15 listopada 2005), - Pawła Solocha ze stanowiska Szefa Obrony Cywilnej Kraju (powołany na to stanowisko 21 listopada 2005), - Piotra Piętaka ze stanowiska podsekretarza stanu w Ministerstwie Spraw Wewnętrznych i Administracji (powołany na to stanowisko 4 maja 2006), - Grzegorza Bliźniuka ze stanowiska podsekretarza stanu w Ministerstwie Spraw Wewnętrznych i Administracji (powołany na to stanowisko 2 listopada 2005). |
| 21 listopada 2007 | |
| - Krzysztofa Grzegorka na stanowisko sekretarza stanu w Ministerstwie Zdrowia, - Jarosława Dudy na stanowiska sekretarza stanu i Pełnomocnika Rządu ds. Osób Niepełnosprawnych w Ministerstwie Pracy i Polityki Społecznej, - Marka Staszaka na stanowiska Prokuratora Krajowego i zastępcę Prokuratora Generalnego w Ministerstwie Sprawiedliwości, - Agnieszki Liszki, rzecznika prasowego Rządu na stanowisko podsekretarza stanu w Kancelarii Premiera, - Zdzisława Gawlika na stanowisko podsekretarza stanu w Ministerstwie Skarbu Państwa, - Czesławy Ostrowskiej na stanowisko podsekretarza stanu w Ministerstwie Pracy i Polityki Społecznej, - Łukasza Rędziniaka na stanowisko podsekretarza stanu w Ministerstwie Sprawiedliwości, - Marka Twardowskiego na stanowisko podsekretarza stanu w Ministerstwie Zdrowia. | - Dawida Jackiewicza ze stanowiska sekretarza stanu w Ministerstwie Skarbu Państwa (powołany na to stanowisko 13 września 2007), - Bolesława Piechy ze stanowiska sekretarza stanu w Ministerstwie Zdrowia (powołany na to stanowisko 2 listopada 2005), - Karola Karskiego ze stanowiska sekretarza stanu w Ministerstwie Spraw Zagranicznych (powołany na to stanowisko 6 września 2007), - Andrzeja Sadosia ze stanowiska podsekretarza stanu w Ministerstwie Spraw Zagranicznych (powołany na to stanowisko 6 września 2007), - Pawła Banasia ze stanowisk podsekretarza stanu – Generalnego Inspektora Kontroli Skarbowej i Generalnego Inspektora Informacji Finansowej w Ministerstwie Finansów i pełnomocnika Rządu ds. Zwalczania Nieprawidłowości Finansowych Na Szkodę Rzeczypospolitej Polskiej lub Unii Europejskiej (powołany na te stanowiska 21 listopada 2005), - Michała Krupińskiego ze stanowiska podsekretarza stanu w Ministerstwie Skarbu Państwa (powołany na to stanowisko 10 marca 2006), - Dariusza Barskiego ze stanowisk Prokuratora Krajowego (powołany na to stanowisko 19 lipca 2007) i zastępcy Prokuratora Generalnego w Ministerstwie Sprawiedliwości (powołany na to stanowisko 26 lutego 2007). |
| 22 listopada 2007 | |
| - Julii Pitery na stanowisko sekretarza stanu w Kancelarii Premiera, Pełnomocnika rządu ds. opracowania programu zapobiegania nieprawidłowościom w instytucjach publicznych, - Ryszarda Schnepfa na stanowisko podsekretarza stanu w Ministerstwie Spraw Zagranicznych; (od 31 października 2005 do 1 czerwca 2006 sekretarz stanu w Kancelarii Prezesa Rady Ministrów Kazimierza Marcinkiewicza), - Olgierda Dziekońskiego na stanowisko podsekretarza stanu w Ministerstwie Infrastruktury; (od 2000 do 2001 podsekretarz stanu w MRRiB), - Andrzeja Parafianowicza na stanowiska podsekretarza stanu-Generalnego Inspektora Kontroli Skarbowej i Generalnego Inspektora Informacji Finansowej w Ministerstwie Finansów i Pełnomocnika Rządu ds. Zwalczania Nieprawidłowości Finansowych Na Szkodę Rzeczypospolitej Polskiej lub Unii Europejskiej. | - Pawła Kowala ze stanowiska sekretarza stanu w Ministerstwie Spraw Zagranicznych (powołany na to stanowisko 20 lipca 2006). |
| 23 listopada 2007 | |
| - Tadeusza Jarmuziewicza na stanowisko sekretarza stanu w Ministerstwie Infrastruktury, - Kazimierza Plocke na stanowisko sekretarza stanu w Ministerstwie Rolnictwa i Rozwoju Wsi, - Adama Leszkiewicza na stanowiska podsekretarza stanu w Kancelarii Premiera, Zastępcy Szefa Kancelarii. | - Bogusława Kowalskiego ze stanowiska sekretarza stanu w Ministerstwie Transportu (powołany na to stanowisko 23 maja 2006), - Krzysztofa Tchórzewskiego ze stanowiska sekretarza stanu w Ministerstwie Gospodarki (powołany na to stanowisko 2 marca 2007), - Pawła Poncyljusza ze stanowiska sekretarza stanu w Ministerstwie Gospodarki (powołany na to stanowisko 7 marca 2006). |
| 26 listopada 2007 | |
| - Zbigniewa Pacelta na stanowisko sekretarza stanu w Ministerstwie Sportu i Turystyki, - Tomasza Siemoniaka na stanowisko sekretarza stanu w Ministerstwie Spraw Wewnętrznych i Administracji, - Mariana Cichosza na stanowisko sekretarza stanu w Ministerstwie Sprawiedliwości, - Jana Borkowskiego na stanowisko sekretarza stanu w Ministerstwie Spraw Zagranicznych, - Krzysztofa Stanowskiego na stanowisko podsekretarza stanu w Ministerstwo Edukacji Narodowej, - Stanisława Komorowskiego na stanowisko podsekretarza stanu w Ministerstwie Obrony Narodowej, - Jacka Czai na stanowisko podsekretarza stanu w Ministerstwie Sprawiedliwości, - Henryka Jacka Jezierskiego na stanowisko podsekretarza stanu w Ministerstwie Środowiska, - Tomasza Półgrabskiego na stanowisko podsekretarza stanu w Ministerstwie Sportu i Turystyki, - Marii Wągrowskiej na stanowisko podsekretarza stanu w Ministerstwie Obrony Narodowej, - Witolda Drożdża, podsekretarza stanu w Ministerstwie Spraw Wewnętrznych i Administracji na stanowisko pełnomocnika Rządu ds. Przygotowania Organów Administracji Państwowej do Współpracy z Systemem Informacyjnym Schengen i Systemem Informacji Wizowej. | - Jarosława Sellina ze stanowiska sekretarza stanu w Ministerstwie Kultury i Dziedzictwa Narodowego (powołany na to stanowisko 10 listopada 2005), - Grzegorza Schreibera ze stanowiska podsekretarza stanu w Ministerstwie Sportu i Turystyki (powołany na to stanowisko 23 lipca 2007), - Teresy Lubińskiej ze stanowiska sekretarza stanu w Kancelarii Premiera (powołana na to stanowisko 7 stycznia 2006), - Jacka Kotasa ze stanowiska podsekretarza stanu w Ministerstwie Obrony Narodowej (powołany na to stanowisko 12 lutego 2007), - Jacka Szczota ze stanowiska podsekretarza stanu w Ministerstwie Rozwoju Regionalnego (powołany na to stanowisko 27 sierpnia 2007), - Anny Gręziak ze stanowiska podsekretarza stanu w Ministerstwie Zdrowia (powołana na to stanowisko 25 listopada 2005), - Grzegorza Gołdyni ze stanowiska podsekretarza stanu w Ministerstwie Zdrowia (powołany na to stanowisko 24 sierpnia 2007). |
| 27 listopada 2007 | |
| - Elżbiety Chojnej-Duch na stanowisko podsekretarza stanu w Ministerstwie Finansów, - Eugeniusza Postolskiego na stanowisko podsekretarza stanu w Ministerstwie Gospodarki, - Grażyny Lei na stanowisko podsekretarza stanu w Ministerstwie Sportu i Turystyki. | - Małgorzaty Manowskiej ze stanowiska podsekretarza stanu w Ministerstwie Sprawiedliwości (powołana na to stanowisko 30 marca 2007). |
| 28 listopada 2007 | |
| - Zbigniewa Włodkowskiego na stanowisko podsekretarza stanu w Ministerstwie Edukacji Narodowej, - Grażyny Bernatowicz na stanowisko podsekretarza stanu w Ministerstwie Spraw Zagranicznych, - Zbigniewa Marciniaka na stanowisko podsekretarza stanu w Ministerstwie Edukacji Narodowej, - Anny Wypych-Namiotko na stanowisko podsekretarza stanu w Ministerstwie Infrastruktury. | - Piotra Stommy ze stanowiska podsekretarza stanu w Ministerstwie Transportu (powołany na to stanowisko 8 maja 2006), - Jarosława Pinkasa ze stanowiska podsekretarza stanu w Ministerstwie Zdrowia (powołany na to stanowisko 4 listopada 2005), - Piotra Zalewskiego ze stanowiska podsekretarza stanu w Ministerstwie Gospodarki Morskiej (powołany na to stanowisko 25 sierpnia 2007). |
| 29 listopada 2007 | |
| - Tadeusza Nalewajka na stanowisko podsekretarza stanu w Ministerstwie Spraw Wewnętrznych i Administracji, - Piotra Czerwińskiego na stanowisko sekretarza stanu w Ministerstwie Obrony Narodowej, - Rafała Jurkowlańca na stanowisko wojewody dolnośląskiego, - Rafała Bruskiego na stanowisko wojewody kujawsko-pomorskiego, - Genowefy Tokarskiej na stanowisko wojewody lubelskiego, - Heleny Hatki na stanowisko wojewody lubuskiego, - Jolanty Chełmińskiej na stanowisko wojewody łódzkiego, - Jerzego Millera na stanowisko wojewody małopolskiego, - Jacka Kozłowskiego na stanowisko wojewody mazowieckiego, - Ryszarda Wilczyńskiego na stanowisko wojewody opolskiego, - Mirosława Karapyty na stanowisko wojewody podkarpackiego, - Macieja Żywno na stanowisko wojewody podlaskiego, - Romana Zaborowskiego na stanowisko wojewody pomorskiego, - Zygmunta Łukaszczyka na stanowisko wojewody śląskiego, - Bożentyny Pałka-Koruba na stanowisko wojewody świętokrzyskiego, - Mariana Podziewskiego na stanowisko wojewody warmińsko-mazurskiego, - Piotra Florka na stanowisko wojewody wielkopolskiego, - Marcina Zydorowicza na stanowisko wojewody zachodniopomorskiego, | – |
| 30 listopada 2007 | |
| - Barbary Kondrat na stanowisko podsekretarza stanu w Ministerstwie Infrastruktury. | - Barbary Kondrat ze stanowiska podsekretarza stanu w Ministerstwie Transportu (powołana na to stanowisko 8 maja 2006). |
| 1 grudnia 2007 | |
| – | - Stefana Jurgi ze stanowiska sekretarza stanu w Ministerstwie Nauki i Szkolnictwa Wyższego (powołany na to stanowisko 8 maja 2006), - Olafa Gajla ze stanowiska podsekretarza stanu w Ministerstwie Nauki i Szkolnictwa Wyższego (powołany na to stanowisko 8 maja 2006). |
| 3 grudnia 2007 | |
| - Andrzeja Pogorzelskiego na stanowisko zastępcy Prokuratora Generalnego w Ministerstwie Sprawiedliwości, - Zbigniewa Woźniaka na stanowiska zastępcy Prokuratora Generalnego w Ministerstwie Sprawiedliwości oraz powierzenie obowiązków Naczelnego Prokuratora Wojskowego. | - Elżbiety Rafalskiej ze stanowiska sekretarza stanu w Ministerstwie Pracy i Polityki Społecznej (powołana na to stanowisko 24 sierpnia 2007), - Tomasza Nowakowskiego ze stanowisk sekretarza stanu w Urzędzie Komitetu Integracji Europejskiej, wiceprzewodniczącego Komitetu Europejskiego Rady Ministrów (powołany na te stanowiska 29 sierpnia 2007), - Krzysztofa Olendzkiego ze stanowiska podsekretarza stanu w Ministerstwie Kultury i Dziedzictwa Narodowego (powołany na to stanowisko 12 stycznia 2006), - Jerzego Engelkinga ze stanowiska zastępcy Prokuratora Generalnego w Ministerstwie Sprawiedliwości (powołany na to stanowisko 13 stycznia 2006), - Tomasza Szałka ze stanowisk Naczelnego Prokuratora Wojskowego (powołany na to stanowisko 15 maja 2007) i zastępcy Prokuratora Generalnego w Ministerstwie Sprawiedliwości (powołany na to stanowisko 15 maja 2007), - Eugeniusza Wróbla ze stanowiska podsekretarza stanu w Ministerstwie Transportu (powołany na to stanowisko 8 maja 2006), - Grzegorza Hałubka ze stanowiska podsekretarza stanu w Ministerstwie Gospodarki Morskiej (powołany na to stanowisko 31 sierpnia 2007).                                                                       |
| 4 grudnia 2007 | |
| - Andrzeja Panasiuka na stanowisko podsekretarza stanu w Ministerstwie Infrastruktury. | – |
| 5 grudnia 2007 | |
| – | - Tomasza Nowakowskiego ze stanowiska sekretarza Komitetu Integracji Europejskiej (powołany na to stanowisko 29 sierpnia 2007). |
| 10 grudnia 2007 | |
| - Eugeniusza Grzeszczaka na stanowisko sekretarza stanu w Kancelarii Premiera, - Andrzeja Dycha na stanowisko podsekretarza stanu w Ministerstwie Rolnictwa i Rozwoju Wsi, - Macieja Berka na stanowisko prezesa Rządowego Centrum Legislacji, - Jerzego Szymańskiego na stanowisko zastępcy Prokuratora Generalnego w Ministerstwie Sprawiedliwości, | - Stanisława Sławińskiego ze stanowiska podsekretarza stanu w Ministerstwie Edukacji Narodowej (powołany na to stanowisko 10 maja 2006), - Jolanty Rusiniak ze stanowiska prezesa Rządowego Centrum Legislacji (powołana na to stanowisko 15 listopada 2005), - Marii Wągrowskiej ze stanowiska podsekretarza stanu w Ministerstwie Obrony Narodowej (powołana na to stanowisko 26 listopada 2007), - Sylwii Sysko-Romańczuk ze stanowiska podsekretarza stanu w Ministerstwie Edukacji Narodowej (powołana na to stanowisko 3 października 2006). |
| 11 grudnia 2007 | |
| - Andrzeja Markowiaka na stanowisko podsekretarza stanu w Ministerstwie Środowiska, - Tadeusza Kozka, podsekretarza stanu w Urzędzie Komitetu Integracji Europejskiej, na stanowisko sekretarza Komitetu Integracji Europejskiej, - Andrzeja Włodarczyka na stanowisko podsekretarza stanu w Ministerstwie Zdrowia. | - Wacławy Wojtali ze stanowiska podsekretarza stanu w Ministerstwie Zdrowia (powołana na to stanowisko 22 października 2001). |
| 12 grudnia 2007 | |
| - Marioli Dwornikowskiej na stanowisko podsekretarza stanu w Ministerstwie Zdrowia. | – |
| 16 grudnia 2007 | |
| - Hanny Jahns na stanowisko sekretarza stanu w Ministerstwie Rozwoju Regionalnego. | – |
| 17 grudnia 2007 | |
| - Rafała Baniaka na stanowisko podsekretarza stanu w Ministerstwie Gospodarki. | – |
| 18 grudnia 2007 | |
| - Mikołaja Dowgielewicza na stanowiska sekretarza stanu w Urzędzie Komitetu Integracji Europejskiej i wiceprzewodniczącego Komitetu Europejskiego Rady Ministrów, - Krzysztofa Hetmana na stanowisko podsekretarza stanu w Ministerstwie Rozwoju Regionalnego. | – |
| 20 grudnia 2007 | |
| - Artura Ławniczaka na stanowisko podsekretarza stanu w Ministerstwie Rolnictwa i Rozwoju Wsi. | – |
| 21 grudnia 2007 | |
| - Dariusza Bogdana na stanowisko podsekretarza stanu w Ministerstwie Gospodarki, - Macieja Trzeciaka na stanowisko podsekretarza stanu w Ministerstwie Środowiska, - Adama Fronczaka na stanowisko podsekretarza stanu w Ministerstwie Zdrowia. | - Krzysztofa Jana Kurzydłowskiego ze stanowiska podsekretarza stanu w Ministerstwie Nauki i Szkolnictwa Wyższego (powołany na to stanowisko 8 maja 2006), - Jana Krzysztofa Ardanowskiego ze stanowiska podsekretarza stanu w Ministerstwie Rolnictwa i Rozwoju Wsi (powołany na to stanowisko 3 listopada 2005), - Marka Chrapka ze stanowiska podsekretarza stanu w Ministerstwie Rolnictwa i Rozwoju Wsi (powołany na to stanowisko 3 marca 2006). |
| 27 grudnia 2007 | |
| - Jana Maścianicy na stanowisko wicewojewody warmińsko-mazurskiego, - Michała Owczarczaka na stanowisko wicewojewoda pomorskiego, - Dariusza Piątka na stanowisko wicewojewody mazowieckiego, - Zdzisława Średniawskiego na stanowisko wicewojewody dolnośląskiego, - Małgorzaty Chomycz na stanowisko wicewojewody podkarpackiego, - Adama Matusiewicza na stanowisko II wicewojewody śląskiego, - Przemysława Paci na stanowisko wicewojewody wielkopolskiego, - Andrzeja Chmielewskiego na stanowisko wicewojewody zachodniopomorskiego, - Stanisława Dąbrowy na stanowisko I wicewojewody śląskiego, - Antoniego Jastrzembskiego na stanowisko wicewojewody opolskiego. | – |
| 28 grudnia 2007 | |
| - Stanisława Sorysa na stanowisko wicewojewody małopolskiego. | – |
| 29 grudnia 2007 | |
| - Piotra Żuchowskiego na stanowisko podsekretarza stanu w Ministerstwie Kultury i Dziedzictwa Narodowego, - Janusza Zaleskiego na stanowisko podsekretarza stanu w Ministerstwie Środowiska, - Macieja Jankowskiego na stanowisko podsekretarza stanu w Ministerstwie Infrastruktury. | – |

### Rok 2008
| Powołanie | Odwołanie |
| 1 stycznia 2008 | 1 stycznia 2008 |
| --- | --- |
| - Marii Orłowskiej na stanowisko sekretarza stanu w Ministerstwie Nauki i Szkolnictwa Wyższego, - Grażyny Prawelskiej-Skrzypek na stanowisko podsekretarza stanu w Ministerstwie Nauki i Szkolnictwa Wyższego, - Jarosława Pawłowskiego na stanowisko podsekretarza stanu w Ministerstwie Rozwoju Regionalnego. | – |
| 2 stycznia 2008 | |
| - Juliusza Engelhardta na stanowisko podsekretarza stanu w Ministerstwie Infrastruktury. | - Mariana Banasia ze stanowisk podsekretarza stanu w Ministerstwie Finansów (powołany na to stanowisko 21 listopada 2005) i szefa Służby Celnej (powołany na to stanowisko 28 listopada 2005), - Mirosława Chaberka ze stanowiska podsekretarza stanu w Ministerstwie Transportu (powołany na to stanowisko 8 maja 2006). |
| 3 stycznia 2008 | |
| - Stanisława Gomułki na stanowisko podsekretarza stanu w Ministerstwie Finansów, - Jacka Dominika, podsekretarza stanu w Ministerstwie Finansów, na stanowisko szefa Służby Celnej, - Jacka Krawczyka na stanowisko wiceprezesa Rządowego Centrum Legislacji. | – |
| 4 stycznia 2008 | |
| – | - Tadeusza Nalewajka ze stanowiska podsekretarza stanu w Ministerstwie Spraw Wewnętrznych i Administracji (powołany na to stanowisko 29 listopada 2007), - Piotra Czerwińskiego ze stanowiska sekretarza stanu w Ministerstwie Obrony Narodowej (powołany na to stanowisko 29 listopada 2007). |
| 8 stycznia 2008 | |
| - Radosława Mleczko na stanowisko podsekretarza stanu w Ministerstwie Pracy i Polityki Społecznej, - Agnieszki Chłoń-Domińczak na stanowisko podsekretarza stanu w Ministerstwie Pracy i Polityki Społecznej. | - Grażyny Lei ze stanowiska podsekretarza stanu w Ministerstwie Sportu i Turystyki (powołana na to stanowisko 27 listopada 2007). |
| 9 stycznia 2008 | |
| - Michała Boniego na stanowisko sekretarza stanu w Kancelarii Premiera. | – |
| 10 stycznia 2008 | |
| - Henryki Strojnowskiej na stanowisko wicewojewody lubelskiego, - Jana Świrepo na stanowisko wicewojewody lubuskiego. | - Jolanty Rusiniak ze stanowiska sekretarza Rady Ministrów (powołana na to stanowisko 15 listopada 2005). |
| 11 stycznia 2008 | |
| - Mariana Zalewskiego na stanowisko podsekretarza stanu w Ministerstwie Rolnictwa i Rozwoju Wsi, - Macieja Berka, prezesa Rządowego Centrum Legislacji, na stanowisko sekretarza Rady Ministrów. | - Pawła Grasia ze stanowisk sekretarza stanu w Kancelarii Premiera, pełnomocnika rządu ds. bezpieczeństwa oraz koordynatora służb specjalnych (powołany na to stanowisko 16 listopada 2007). |
| 15 stycznia 2008 | |
| - Antoniego Podolskiego na stanowisko podsekretarza stanu w Ministerstwie Spraw Wewnętrznych i Administracji. | - Krzysztofa Szczerskiego ze stanowisk podsekretarza stanu w Urzędzie Komitetu Integracji Europejskiej i Narodowego Koordynatora Pomocy dla programów Phare oraz Środki Przejściowe (powołany na te stanowiska 10 września 2007), - Tadeusza Kozka ze stanowisk sekretarza Komitetu Integracji Europejskiej (powołany na to stanowisko 11 grudnia 2007) i podsekretarza stanu w UKIE (powołany na to stanowisko 5 lutego 2003). |
| 16 stycznia 2008 | |
| - Mikołaja Dowgielewicza, sekretarza stanu w Urzędzie Komitetu Integracji Europejskiej i wiceprzewodniczącego Komitetu Europejskiego Rady Ministrów, na stanowisko sekretarza Komitetu Integracji Europejskiej, - Sidonii Jędrzejewskiej na stanowisko podsekretarza stanu w Urzędzie Komitetu Integracji Europejskiej, - Piotra Serafina na stanowiska podsekretarza stanu w Urzędzie Komitetu Integracji Europejskiej i Narodowego Koordynatora Pomocy dla programów Phare oraz Środki Przejściowe. | – |
| 17 stycznia 2008 | |
| – | - Andrzeja Markowiaka ze stanowiska podsekretarza stanu w Ministerstwo Środowiska (powołany na to stanowisko 11 grudnia 2007). |
| 21 stycznia 2008 | |
| - Krystyny Ozgi na stanowisko wicewojewody łódzkiego. | – |
| 22 stycznia 2008 | |
| - Jacka Cichockiego na stanowiska sekretarza stanu w Kancelarii Premiera, Pełnomocnika ds. Bezpieczeństwa, sekretarza Kolegium do Spraw Służb Specjalnych. | – |
| 28 stycznia 2008 | |
| - Czesława Piątasa na stanowisko sekretarza stanu w Ministerstwie Obrony Narodowej. | – |
| 30 stycznia 2008 | |
| - Wojciecha Dzierzgowskiego na stanowisko wicewojewody podlaskiego, - Dariusza Kurzawy na stanowisko wicewojewody kujawsko-pomorskiego. | – |
| 1 lutego 2008 | |
| - Jacka Kapicy na stanowiska podsekretarza stanu w Ministerstwie Finansów i szefa Służby Celnej. | - Jacka Dominika, podsekretarza stanu w Ministerstwie Finansów, ze stanowiska szefa Służby Celnej (powołany na to stanowisko 3 stycznia 2008). |
| 5 lutego 2008 | |
| - Piotra Stycznia na stanowisko podsekretarza stanu w Ministerstwie Infrastruktury, - Katarzyny Sobierajskiej na stanowisko podsekretarza stanu w Ministerstwie Sportu i Turystyki, - Jerzego Duszyńskiego na stanowisko podsekretarza stanu w Ministerstwie Nauki i Szkolnictwa Wyższego. | - Piotra Stycznia ze stanowiska sekretarza stanu w Ministerstwie Budownictwa (powołany na to stanowisko 8 maja 2006), - Elżbiety Janiszewskiej-Kuropatwy ze stanowiska podsekretarza stanu w Ministerstwie Budownictwa (powołana na to stanowisko 23 czerwca 2006). |
| 7 lutego 2008 | |
| - Zbigniewa Rapciaka na stanowisko podsekretarza stanu w Ministerstwie Infrastruktury. | – |
| 8 lutego 2008 | |
| – | - Jerzego Kwiecińskiego ze stanowiska podsekretarza stanu w Ministerstwie Rozwoju Regionalnego (powołany na to stanowisko 1 grudnia 2005). |
| 15 lutego 2008 | |
| - Augustyna Kubika na stanowisko podsekretarza stanu w Ministerstwie Rozwoju Regionalnego. | – |
| 18 lutego 2008 | |
| - Piotra Żołądka na stanowisko wicewojewody świętokrzyskiego. | - Piotra Żuchowskiego ze stanowiska podsekretarza stanu w Ministerstwie Kultury i Dziedzictwa Narodowego (powołany na to stanowisko 29 grudnia 2007). |
| 19 lutego 2008 | |
| - Piotra Żuchowskiego na stanowisko sekretarza stanu w Ministerstwie Kultury i Dziedzictwa Narodowego. | – |
| 20 lutego 2008 | |
| - Krzysztofa Parulskiego na stanowiska Naczelnego Prokuratora Wojskowego i zastępcy Prokuratora Generalnego w Ministerstwie Sprawiedliwości, - Zbigniewa Woźniaka na stanowisko zastępcy Naczelnego Prokuratora Wojskowego. | - Zbigniewa Woźniaka ze stanowisk zastępcy Prokuratora Generalnego w Ministerstwie Sprawiedliwości oraz z powierzenia obowiązków Naczelnego Prokuratora Wojskowego (powołany na te stanowiska 3 grudnia 2007). |
| 26 lutego 2008 | |
| - Moniki Smoleń na stanowisko podsekretarza stanu w Ministerstwie Kultury i Dziedzictwa Narodowego. | – |
| 1 marca 2008 | |
| - Zbigniewa Sosnowskiego na stanowisko podsekretarza stanu w Ministerstwie Spraw Wewnętrznych i Administracji. | – |
| 7 marca 2008 | |
| – | - Kazimierza Kuberskiego ze stanowiska podsekretarza stanu w Ministerstwie Pracy i Polityki Społecznej (powołany na to stanowisko 30 listopada 2005). |
| 10 marca 2008 | |
| - Zenona Kosiniaka-Kamysza na stanowisko podsekretarza stanu w Ministerstwie Obrony Narodowej, - Andrzeja Kremera na stanowisko podsekretarza stanu w Ministerstwie Spraw Zagranicznych. | – |
| 17 marca 2008 | |
| - Elżbiety Radziszewskiej na stanowisko sekretarza stanu w Kancelarii Premiera. | – |
| 26 marca 2008 | |
| - Joanny Schmid na stanowisko podsekretarza stanu w Ministerstwie Skarbu Państwa. | – |
| 28 marca 2008 | |
| - Dariusza Daniluka na stanowiska podsekretarza stanu w Ministerstwie Finansów i Głównego Rzecznika Dyscypliny Finansów Publicznych. | - Adama Pęzioła ze stanowisk podsekretarza stanu w Ministerstwie Finansów (powołany na to stanowisko 17 stycznia 2007) i Głównego Rzecznika Dyscypliny Finansów Publicznych (powołany na to stanowisko 24 stycznia 2007). |
| 3 kwietnia 2008 | |
| - Patrycji Wolińskiej na stanowisko podsekretarza stanu w Ministerstwie Infrastruktury. | - Barbary Kondrat ze stanowiska podsekretarza stanu w Ministerstwie Infrastruktury (powołana na to stanowisko 30 listopada 2007). |
| 8 kwietnia 2008 | |
| - Bogusława Nadolnika na stanowisko podsekretarza stanu w Ministerstwie Rolnictwa i Rozwoju Wsi. | – |
| 18 kwietnia 2008 | |
| – | - Stanisława Gomułki ze stanowiska podsekretarza stanu w Ministerstwie Finansów (powołany na to stanowisko 3 stycznia 2008). |
| 25 kwietnia 2008 | |
| – | - Eugeniusza Postolskiego ze stanowiska podsekretarza stanu w Ministerstwie Gospodarki (powołany na to stanowisko 27 listopada 2007). |
| 30 kwietnia 2008 | |
| - Elżbiety Radziszewskiej, sekretarza stanu w Kancelarii Premiera, na stanowisko Pełnomocnika Rządu do Spraw Równego Traktowania. | – |
| 8 maja 2008 | |
| – | - Andrzeja Włodarczyka ze stanowiska podsekretarza stanu w Ministerstwie Zdrowia (powołany na to stanowisko 11 grudnia 2007). |
| 3 czerwca 2008 | |
| – | - Krzysztofa Grzegorka ze stanowiska sekretarza stanu w Ministerstwie Zdrowia (powołany na to stanowisko 21 listopada 2007). |
| 26 czerwca 2008 | |
| - Marka Habera na stanowisko podsekretarza stanu w Ministerstwie Zdrowia. | – |
| 1 lipca 2008 | |
| – | - Agnieszki Liszki ze stanowisk rzecznika prasowego Rządu (powołana na to stanowisko 16 listopada 2007) i podsekretarza stanu w Kancelarii Premiera (powołana na to stanowisko 21 listopada 2007), - Bogusława Nadolnika ze stanowiska podsekretarza stanu w Ministerstwie Rolnictwa i Rozwoju Wsi (powołany na to stanowisko 8 kwietnia 2008).                                                                                 |
| 10 lipca 2008 | |
| - Grażyny Henclewskiej na stanowisko podsekretarza stanu w Ministerstwie Gospodarki. | – |
| 11 lipca 2008 | |
| - Ludwika Koteckiego na stanowisko podsekretarza stanu w Ministerstwie Finansów. | – |
| 2 sierpnia 2008 | |
| - Antoniego Podolskiego, podsekretarza stanu w MSWiA, na stanowisko dyrektora Rządowego Centrum Bezpieczeństwa. | – |
| 4 sierpnia 2008 | |
| - Bernarda Błaszczyka na stanowisko podsekretarza stanu w Ministerstwie Środowiska. | – |
| 11 sierpnia 2008 | |
| – | - Witolda Waszczykowskiego ze stanowisk podsekretarza stanu w Ministerstwie Spraw Zagranicznych (powołany na to stanowisko 4 listopada 2005) i głównego negocjatora w rozmowach dotyczących tarczy antyrakietowej ze Stanami Zjednoczonymi (powołany na to stanowisko 14 lipca 2006). |
| 12 sierpnia 2008 | |
| - Przemysława Grudzińskiego na stanowisko podsekretarza stanu w Ministerstwie Spraw Zagranicznych. | – |
| 20 października 2008 | |
| - Jakuba Szulca na stanowisko sekretarza stanu w Ministerstwie Zdrowia, - Joanny Strzelec-Łobodzińskiej na stanowisko podsekretarza stanu w Ministerstwie Gospodarki. | – |
| 5 listopada 2008 | |
| - Marka Buciora na stanowisko podsekretarza stanu w Ministerstwie Pracy i Polityki Społecznej. | – |
| 13 listopada 2008 | |
| - Macieja Grabowskiego na stanowisko podsekretarza stanu w Ministerstwie Finansów. | – |
| 21 listopada 2008 | |
| – | - Zbigniewa Pacelta ze stanowiska sekretarza stanu w Ministerstwie Sportu i Turystyki (powołany na to stanowisko 26 listopada 2007), - Ryszarda Schnepfa ze stanowiska podsekretarza stanu w Ministerstwie Spraw Zagranicznych (powołany na to stanowisko 22 listopada 2007). |
| 28 listopada 2008 | |
| - Adama Giersza na stanowisko sekretarza stanu w Ministerstwie Sportu i Turystyki. | – |
| 1 grudnia 2008 | |
| - Witolda Jurka na stanowisko podsekretarza stanu w Ministerstwie Nauki i Szkolnictwa Wyższego. | – |
| 15 grudnia 2008 | |
| - Jacka Najdera na stanowisko podsekretarza stanu w Ministerstwie Spraw Zagranicznych. | – |
| 22 grudnia 2008 | |
| - Macieja Szpunara na stanowisko podsekretarza stanu w Urzędzie Komitetu Integracji Europejskiej. | – |

### Rok 2009
| Powołanie | Odwołanie |
| 12 stycznia 2009 | 12 stycznia 2009 |
| --- | --- |
| - Adama Zdziebło na stanowisko podsekretarza stanu w Ministerstwie Rozwoju Regionalnego. | - Janusza Mikuły ze stanowiska podsekretarza stanu w Ministerstwie Rozwoju Regionalnego (powołany na to stanowisko 16 sierpnia 2006). |
| 13 stycznia 2009 | |
| – | - Zbigniewa Derdziuka z urzędów ministra-członka Rady Ministrów i przewodniczącego Komitetu Stałego Rady Ministrów (powołany na te urzędy 16 listopada 2007). |
| 15 stycznia 2009 | |
| - Michała Boniego na urzędy ministra-członka Rady Ministrów i przewodniczącego Komitetu Stałego Rady Ministrów. | - Michała Boniego ze stanowiska sekretarza stanu w Kancelarii Premiera (powołany na to stanowisko 9 stycznia 2008), - Macieja Trzeciaka ze stanowisk podsekretarza stanu i głównego konserwatora przyrody w Ministerstwie Środowiska (powołany na to stanowisko 21 grudnia 2007). |
| 20 stycznia 2009 | |
| – | - Mariana Cichosza ze stanowiska sekretarza stanu w Ministerstwie Sprawiedliwości (powołany na to stanowisko 26 listopada 2007), - Marka Staszaka ze stanowisk Prokuratora Krajowego i zastępcy Prokuratora Generalnego w Ministerstwie Sprawiedliwości (powołany na te stanowiska 21 listopada 2007). |
| 21 stycznia 2009 | |
| - Jerzemu Szymańskiemu, zastępcy Prokuratora Generalnego, powierzenie obowiązków Prokuratora Krajowego w Ministerstwie Sprawiedliwości.                                                                                 | - Zbigniewa Ćwiąkalskiego z urzędów ministra sprawiedliwości i prokuratora generalnego (powołany na te urzędy 16 listopada 2007). |
| 23 stycznia 2009 | |
| - Andrzeja Czumy na urzędy ministra sprawiedliwości i prokuratora generalnego. | – |
| 4 lutego 2009 | |
| - Krzysztofa Kwiatkowskiego na stanowisko sekretarza stanu w Ministerstwie Sprawiedliwości, - Magdaleny Gaj na stanowisko podsekretarza stanu w Ministerstwie Infrastruktury.                                           | - Andrzeja Panasiuka ze stanowiska podsekretarza stanu w Ministerstwie Infrastruktury (powołany na to stanowisko 4 grudnia 2007). |
| 13 lutego 2009 | |
| - Dominika Radziwiłła na stanowisko podsekretarza stanu w Ministerstwie Finansów. | – |
| 20 lutego 2009 | |
| – | - Katarzyny Zajdel-Kurowskiej ze stanowiska podsekretarza stanu w Ministerstwie Finansów (powołana na to stanowisko 8 stycznia 2007). |
| 23 lutego 2009 | |
| - Pawła Grasia na stanowiska sekretarza stanu w Kancelarii Premiera i rzecznika prasowego Rządu. | – |
| 28 lutego 2009 | |
| – | - Łukasza Rędziniaka ze stanowiska podsekretarza stanu w Ministerstwie Sprawiedliwości (powołany na to stanowisko 21 listopada 2007). |
| 2 marca 2009 | |
| - Pawła Wojciechowskiego na stanowisko podsekretarza stanu w Ministerstwie Spraw Zagranicznych. | – |
| 4 marca 2009 | |
| - Igora Dzialuka na stanowisko podsekretarza stanu w Ministerstwie Sprawiedliwości. | – |
| 6 marca 2009 | |
| - Edwarda Zalewskiego na stanowiska Prokuratora Krajowego i zastępcy Prokuratora Generalnego w Ministerstwie Sprawiedliwości.                                                                                           | - Jerzego Szymańskiego, zastępcy Prokuratora Generalnego, z powierzenia obowiązków Prokuratora Krajowego w Ministerstwie Sprawiedliwości (powołany na to stanowisko 21 stycznia 2009). |
| 23 marca 2009 | |
| - Radosława Stępnia na stanowisko podsekretarza stanu w Ministerstwie Infrastruktury. | - Zbigniewa Rapciaka ze stanowiska podsekretarza stanu w Ministerstwie Infrastruktury (powołany na to stanowisko 7 lutego 2008). |
| 26 marca 2009 | |
| - Tadeusza Nalewajka na stanowisko podsekretarza stanu w Ministerstwie Rolnictwa i Rozwoju Wsi. | – |
| 3 kwietnia 2009 | |
| – | - Marioli Dwornikowskiej ze stanowiska podsekretarza stanu w Ministerstwie Zdrowia (powołana na to stanowisko 12 grudnia 2007). |
| 10 kwietnia 2009 | |
| – | - Michała Chyczewskiego ze stanowiska podsekretarza stanu w Ministerstwie Skarbu Państwa (powołany na to stanowisko 20 listopada 2007). |
| 16 kwietnia 2009 | |
| - Janusza Zaleskiego, podsekretarza stanu w Ministerstwie Środowiska, na stanowisko Głównego Konserwatora Przyrody w Ministerstwie Środowiska.                                                                          | – |
| 28 kwietnia 2009 | |
| – | - Adama Leszkiewicza ze stanowisk zastępcy szefa Kancelarii Premiera i podsekretarza stanu w Kancelarii Premiera (powołany na te stanowiska 23 listopada 2007). |
| 29 kwietnia 2009 | |
| - Adama Leszkiewicza na stanowisko podsekretarza stanu w Ministerstwie Skarbu Państwa. | – |
| kwiecień 2009 | |
| – | - Przemysława Grudzińskiego ze stanowiska podsekretarza stanu w Ministerstwie Spraw Zagranicznych (powołany na to stanowisko 12 sierpnia 2008). |
| 15 maja 2009 | |
| - Hanny Trojanowskiej na stanowiska podsekretarza stanu w Ministerstwie Gospodarki i pełnomocnika Rządu ds. energetyki jądrowej.                                                                                        | – |
| 28 maja 2009 | |
| - Cezarego Rzemki na stanowisko podsekretarza stanu w Ministerstwie Zdrowia. | – |
| czerwiec 2009 | |
| – | - Sidonii Jędrzejewskiej ze stanowiska podsekretarza stanu w Urzędzie Komitetu Integracji Europejskiej (powołana na to stanowisko 16 stycznia 2008). |
| 8 lipca 2009 | |
| – | - Agnieszki Chłoń-Domińczak ze stanowiska podsekretarza stanu w Ministerstwie Pracy i Polityki Społecznej (powołana na to stanowisko 8 stycznia 2008). |
| 20 lipca 2009 | |
| - Mikołaja Budzanowskiego na stanowisko podsekretarza stanu w Ministerstwie Skarbu Państwa, - Piotra Kluza na stanowisko podsekretarza stanu w Ministerstwie Sprawiedliwości.                                           | - Krzysztofa Żuka ze stanowiska podsekretarza stanu w Ministerstwie Skarbu Państwa (powołany na to stanowisko 20 listopada 2007). |
| 26 sierpnia 2009 | |
| – | - Zbigniewa Marciniaka ze stanowiska podsekretarza stanu w Ministerstwie Edukacji Narodowej (powołany na to stanowisko 28 listopada 2007). |
| 27 sierpnia 2009 | |
| - Lilli Jaroń na stanowisko podsekretarza stanu w Ministerstwie Edukacji Narodowej. | – |
| 1 września 2009 | |
| - Jerzego Szweda na stanowisko podsekretarza stanu w Ministerstwie Nauki i Szkolnictwa Wyższego. | - Antoniego Podolskiego ze stanowisk podsekretarza stanu w Ministerstwie Spraw Wewnętrznych i Administracji (powołany na to stanowisko 15 stycznia 2008) i dyrektora Rządowego Centrum Bezpieczeństwa (powołany na to stanowisko 2 sierpnia 2008), - Jerzego Duszyńskiego ze stanowiska podsekretarza stanu w Ministerstwie Nauki i Szkolnictwa Wyższego (powołany na to stanowisko 5 lutego 2008). |
| 13 października 2009 | |
| – | - Grzegorza Schetyny z urzędów wiceprezesa Rady Ministrów oraz ministra spraw wewnętrznych i administracji (powołany na te urzędy 16 listopada 2007), - Andrzeja Czumy z urzędów ministra sprawiedliwości i prokuratora generalnego (powołany na te urzędy 23 stycznia 2007), - Mirosława Drzewieckiego z urzędu ministra sportu i turystyki (powołany na ten urząd 16 listopada 2007). |
| 14 października 2009 | |
| - Jerzego Millera na urząd ministra spraw wewnętrznych i administracji, - Krzysztofa Kwiatkowskiego na urzędy ministra sprawiedliwości i prokuratora generalnego, - Adama Giersza na urząd ministra sportu i turystyki. | - Krzysztofa Kwiatkowskiego ze stanowiska sekretarza stanu w Ministerstwie Sprawiedliwości (powołany na to stanowisko 4 lutego 2009), - Adama Giersza ze stanowiska sekretarza stanu w Ministerstwie Sportu i Turystyki (powołany na to stanowisko 28 listopada 2008), - Jerzego Millera ze stanowiska wojewody małopolskiego (powołany na to stanowisko 29 listopada 2007). |
| 20 października 2009 | |
| – | - Adama Szejnfelda ze stanowiska sekretarza stanu w Ministerstwie Gospodarki (powołany na to stanowisko 20 listopada 2007). |
| 26 października 2009 | |
| – | - Sławomira Nowaka ze stanowisk sekretarza stanu w Kancelarii Premiera i szefa gabinetu politycznego Premiera (powołany na te stanowiska 16 listopada 2007), - Rafała Grupińskiego ze stanowiska sekretarza stanu w Kancelarii Premiera (powołany na to stanowisko 16 listopada 2007). |
| 29 października 2009 | |
| - Stanisław Kracika na stanowisko wojewody małopolskiego. | – |
| 10 listopada 2009 | |
| – | - Zenona Kosiniaka-Kamysza ze stanowiska podsekretarza stanu w Ministerstwie Obrony Narodowej (powołany na to stanowisko 10 marca 2008). |
| 12 listopada 2009 | |
| - Marcina Idzika na stanowisko podsekretarza stanu w Ministerstwie Obrony Narodowej. | – |
| 16 listopada 2009 | |
| - Piotra Gryski na stanowisko wiceprezesa Rządowego Centrum Legislacji. | – |
| 17 listopada 2009 | |
| - Stanisława Chmielewskiego na stanowisko sekretarza stanu w Ministerstwie Sprawiedliwości. | – |
| 31 grudnia 2009 | |
| - Zbigniewa Marciniaka na stanowisko podsekretarza stanu w Ministerstwie Nauki i Szkolnictwa Wyższego. | - Mikołaja Dowgielewicza, pełnomocnika rządu ds. polskiej prezydencji w UE, ze stanowisk sekretarza stanu w Urzędzie Komitetu Integracji Europejskiej i wiceprzewodniczącego Komitetu Europejskiego Rady Ministrów (powołany na te stanowiska 18 grudnia 2007), sekretarza Komitetu Integracji Europejskiej (powołany na to stanowisko 16 stycznia 2008), - Macieja Szpunara ze stanowiska podsekretarza stanu w Urzędzie Komitetu Integracji Europejskiej (powołany na to stanowisko 22 grudnia 2008), - Piotra Serafina, narodowego koordynatora pomocy dla programów Phare oraz środki przejściowe, ze stanowiska podsekretarza stanu w Urzędzie Komitetu Integracji Europejskiej (powołany na to stanowisko 16 stycznia 2008), - Grażyny Prawelskiej-Skrzypek ze stanowiska podsekretarza stanu w Ministerstwie Nauki i Szkolnictwa Wyższego (powołana na to stanowisko 1 stycznia 2008). |

### Rok 2010
| Powołanie | Odwołanie |
| 1 stycznia 2010 | 1 stycznia 2010 |
| --- | --- |
| - Mikołaja Dowgielewicza, pełnomocnika rządu ds. polskiej prezydencji w UE, na stanowisko sekretarza stanu ds. europejskich w Ministerstwie Spraw Zagranicznych, - Macieja Szpunara na stanowisko podsekretarza stanu ds. prawnych w Ministerstwie Spraw Zagranicznych, - Piotra Serafina, Narodowego Koordynatora pomocy dla programów Phare oraz środki przejściowe, na stanowisko podsekretarza stanu ds. ekonomicznych w Ministerstwie Spraw Zagranicznych. | – |
| 12 stycznia 2010 | |
| – | - Elżbiety Chojnej-Duch ze stanowiska podsekretarza stanu w Ministerstwie Finansów (powołana na to stanowisko 27 listopada 2007). |
| styczeń 2010 | |
| - Igora Ostachowicza na stanowisko sekretarza stanu w Kancelarii Premiera. | - Igora Ostachowicza ze stanowiska podsekretarza stanu w Kancelarii Premiera (powołany na to stanowisko 16 listopada 2007). |
| 1 lutego 2010 | |
| – | - Macieja Nowickiego z urzędu ministra środowiska (powołany na ten urząd 16 listopada 2007). |
| 2 lutego 2010 | |
| - Andrzeja Kraszewskiego na urząd ministra środowiska. | – |
| 4 lutego 2010 | |
| - Ryszarda Stachurskiego na stanowisko sekretarza stanu w Ministerstwie Sportu i Turystyki. | – |
| 15 lutego 2010 | |
| – | - Hanny Jahns ze stanowiska sekretarza stanu w Ministerstwie Rozwoju Regionalnego (powołana na to stanowisko 16 grudnia 2007), - Adama Zdziebło ze stanowiska podsekretarza stanu w Ministerstwie Rozwoju Regionalnego (powołany na to stanowisko 12 stycznia 2009). |
| 16 lutego 2010 | |
| - Adama Zdziebło na stanowisko sekretarza stanu w Ministerstwie Rozwoju Regionalnego. | – |
| 18 lutego 2010 | |
| – | - Piotra Serafina ze stanowisk podsekretarza stanu ds. ekonomicznych w Ministerstwie Spraw Zagranicznych (powołany na to stanowiska 1 stycznia 2010) i Narodowego Koordynatora pomocy dla programów Phare oraz środki przejściowe (powołany na to stanowisko 16 stycznia 2008). |
| luty 2010 | |
| – | - Andrzeja Dycha ze stanowiska podsekretarza stanu w Ministerstwie Rolnictwa i Rozwoju Wsi (powołany na to stanowisko 10 grudnia 2007). |
| 1 marca 2010 | |
| - Adama Jassera na stanowisko podsekretarza stanu w Kancelarii Premiera. | – |
| 2 marca 2010 | |
| - Waldemara Sługockiego na stanowisko podsekretarza stanu w Ministerstwie Rozwoju Regionalnego. | – |
| 8 marca 2010 | |
| - Piotra Kołodziejczyka na stanowisko podsekretarza stanu w Ministerstwie Spraw Wewnętrznych i Administracji. | - Witolda Drożdża ze stanowiska podsekretarza stanu w Ministerstwie Spraw Wewnętrznych i Administracji (powołany na to stanowisko 16 listopada 2007). |
| 31 marca 2010 | |
| – | - Edwarda Zalewskiego, zastępcy Prokuratora Generalnego, ze stanowiska Prokuratora Krajowego (powołany na to stanowisko 6 marca 2009), - Krzysztofa Parulskiego, Naczelnego Prokuratora Wojskowego, ze stanowiska zastępcy Prokuratora Generalnego (powołany na to stanowisko 20 lutego 2008), - Dariusza Gabrela, dyrektora Głównej Komisji Ścigania Zbrodni przeciwko Narodowi Polskiemu, ze stanowiska zastępcy Prokuratora Generalnego (powołany na to stanowiska 15 lutego 2007).                                               |
| 9 kwietnia 2010 | |
| – | - Krzysztofa Stanowskiego ze stanowiska podsekretarza stanu w Ministerstwie Edukacji Narodowej (powołany na to stanowisko 26 listopada 2007). |
| 10 kwietnia 2010 | |
| – | - Tomasza Merty ze stanowisk podsekretarza stanu w Ministerstwie Kultury i Dziedzictwa Narodowego i Generalnego konserwatora zabytków (powołany na te stanowiska 4 listopada 2005), - Stanisława Komorowskiego ze stanowiska podsekretarza stanu ds. polityki obronnej w Ministerstwie Obrony Narodowej (powołany na to stanowisko 26 listopada 2007). - Andrzeja Kremera ze stanowiska podsekretarza stanu ds. prawnych, traktatowych i konsularnych w Ministerstwie Spraw Zagranicznych (powołany na to stanowisko 10 marca 2008). |
| 21 kwietnia 2010 | |
| - Mirosława Sielatyckiego na stanowisko podsekretarza stanu w Ministerstwie Edukacji Narodowej. | – |
| 28 kwietnia 2010 | |
| - Piotra Żuchowskiego, sekretarza stanu w Ministerstwie Kultury i Dziedzictwa Narodowego, na stanowisko Generalnego konserwatora zabytków. | – |
| 6 maja 2010 | |
| – | - Augustyna Kubika ze stanowiska podsekretarza stanu w Ministerstwie Rozwoju Regionalnego (powołany na to stanowisko 15 lutego 2008). |
| 7 maja 2010 | |
| - Henryka Litwina na stanowisko podsekretarza stanu w Ministerstwie Spraw Zagranicznych. | – |
| 31 maja 2010 | |
| - Hanny Majszczyk na stanowisko podsekretarza stanu w Ministerstwie Finansów. | – |
| 7 czerwca 2010 | |
| – | - Zdzisława Średniawskiego ze stanowiska wicewojewody dolnośląskiego (powołany na to stanowisko 27 grudnia 2007). |
| 8 czerwca 2010 | |
| - Zbigniewa Włosowicza na stanowisko podsekretarza stanu w Ministerstwie Obrony Narodowej, - Ilony Antoniszyn-Klik na stanowisko wicewojewody dolnośląskiego. | – |
| 24 czerwca 2010 | |
| – | - Elżbiety Suchockiej-Roguskiej ze stanowiska sekretarza stanu w Ministerstwie Finansów (powołana na to stanowisko 3 sierpnia 2004). |
| 1 lipca 2010 | |
| - Wiesława Szczuki na stanowiska podsekretarza stanu w Ministerstwie Finansów i Głównego Rzecznika Dyscypliny Finansów Publicznych. | - Dariusza Daniluka, podsekretarza stanu w Ministerstwie Finansów, ze stanowiska Głównego Rzecznika Dyscypliny Finansów Publicznych (powołany na to stanowisko 28 marca 2008), - Pawła Wojciechowskiego ze stanowiska podsekretarza stanu w Ministerstwie Spraw Zagranicznych (powołany na to stanowisko 2 marca 2009). |
| 20 sierpnia 2010 | |
| - Krzysztofa Walenczaka na stanowisko podsekretarza stanu w Ministerstwie Skarbu Państwa. | - Joanny Schmid ze stanowiska podsekretarza stanu w Ministerstwie Skarbu Państwa (powołana na to stanowisko 26 marca 2008). |
| 15 września 2010 | |
| - Krzysztofa Stanowskiego na stanowisko podsekretarza stanu w Ministerstwie Spraw Zagranicznych. | – |
| 30 września 2010 | |
| – | - Krzysztofa Łaszkiewicza ze stanowiska podsekretarza stanu w Ministerstwie Skarbu Państwa (powołany na to stanowisko 20 listopada 2007). |
| 1 października 2010 | |
| - Macieja Banacha na stanowisko podsekretarza stanu w Ministerstwie Nauki i Szkolnictwa Wyższego. | - Jerzego Szweda ze stanowiska podsekretarza stanu w Ministerstwie Nauki i Szkolnictwa Wyższego (powołany na to stanowisko 1 września 2009). |
| 2 października 2010 | |
| - Jacka Włodarskiego na stanowisko dyrektora generalnego Służby Więziennej. | – |
| 5 października 2010 | |
| – | - Olgierda Dziekońskiego ze stanowiska podsekretarza stanu w Ministerstwie Infrastruktury (powołany na to stanowisko 22 listopada 2007). |
| 29 listopada 2010 | |
| – | - Dariusza Kurzawy ze stanowiska wicewojewody kujawsko-pomorskiego (powołany na to stanowisko 30 stycznia 2008), - Adama Matusiewicza ze stanowiska II wicewojewody śląskiego (powołany na to stanowisko 27 grudnia 2007). |
| 30 listopada 2010 | |
| – | - Mirosława Karapyty ze stanowiska wojewody podkarpackiego (powołany na to stanowisko 29 listopada 2007). |
| 1 grudnia 2010 | |
| – | - Krzysztofa Hetmana ze stanowiska podsekretarza stanu w Ministerstwie Rozwoju Regionalnego (powołany na to stanowisko 18 grudnia 2007), - Rafała Jurkowlańca ze stanowiska wojewody dolnośląskiego (powołany na to stanowisko 29 listopada 2007), - Stanisława Sorysa ze stanowiska wicewojewody małopolskiego (powołany na to stanowisko 28 grudnia 2007). |
| 2 grudnia 2010 | |
| - Małgorzaty Chomycz na stanowisko wojewody podkarpackiego. | - Małgorzaty Chomycz ze stanowiska wicewojewody podkarpackiego (powołana na to stanowisko 27 grudnia 2007), - Piotra Żołądka ze stanowiska wicewojewody świętokrzyskiego (powołany na to stanowisko 18 lutego 2008). |
| 13 grudnia 2010 | |
| – | - Rafała Bruskiego ze stanowiska wojewody kujawsko-pomorskiego (powołany na to stanowisko 29 listopada 2007), - Artura Ławniczaka ze stanowiska podsekretarza stanu w Ministerstwie Rolnictwa i Rozwoju Wsi (powołany na to stanowisko 20 grudnia 2007). |
| 14 grudnia 2010 | |
| - Ewy Mes na stanowisko wojewody kujawsko-pomorskiego. | - Andrzeja Chmielewskiego ze stanowiska wicewojewody zachodniopomorskiego (powołany na to stanowisko 27 grudnia 2007). |
| 20 grudnia 2010 | |
| – | - Marka Twardowskiego ze stanowiska podsekretarza stanu w Ministerstwie Zdrowia (powołany na to stanowisko 21 listopada 2007). |
| 21 grudnia 2010 | |
| – | - Juliusza Engelhardta ze stanowiska podsekretarza stanu w Ministerstwie Infrastruktury (powołany na to stanowisko 2 stycznia 2008). |
| 28 grudnia 2010 | |
| - Ludwika Koteckiego na stanowisko sekretarza stanu w Ministerstwie Finansów, - Andrzeja Massela na stanowisko podsekretarza stanu w Ministerstwie Infrastruktury, - Aleksandra Skorupy na stanowisko wojewody dolnośląskiego. | - Ludwika Koteckiego, pełnomocnika Rządu ds. koordynacji przygotowań do wprowadzenia w Polsce wspólnej waluty, ze stanowiska podsekretarza stanu w Ministerstwie Finansów (powołany na to stanowisko 11 lipca 2008). |

### Rok 2011
| Powołanie | Odwołanie |
| 5 stycznia 2011 | 5 stycznia 2011 |
| --- | --- |
| - Iwony Wendel na stanowisko podsekretarza stanu w Ministerstwie Rozwoju Regionalnego. | – |
| 7 stycznia 2011 | |
| – | - Jarosława Pawłowskiego ze stanowiska podsekretarza stanu w Ministerstwie Rozwoju Regionalnego (powołany na to stanowisko 1 stycznia 2008). |
| 10 stycznia 2011 | |
| - Mieczysława Kasprzaka na stanowisko sekretarza stanu w Ministerstwie Gospodarki. | – |
| 19 stycznia 2011 | |
| - Andrzeja Reguły na stanowisko wicewojewody podkarpackiego. | – |
| 24 stycznia 2011 | |
| - Marcelego Niezgody na stanowisko podsekretarza stanu w Ministerstwie Rozwoju Regionalnego.                                                                                                  | – |
| 26 stycznia 2011 | |
| - Andrzeja Włodarczyka na stanowisko podsekretarza stanu w Ministerstwie Zdrowia. | – |
| 27 stycznia 2011 | |
| - Ryszarda Mićko na stanowisko wicewojewody zachodniopomorskiego. | – |
| 1 lutego 2011 | |
| - Zbigniewa Ostrowskiego na stanowisko wicewojewody kujawsko-pomorskiego. | – |
| 10 lutego 2011 | |
| - Andrzeja Butry na stanowisko podsekretarza stanu w Ministerstwie Rolnictwa i Rozwoju Wsi, - Jarosława Wojtowicza na stanowisko podsekretarza stanu w Ministerstwie Rolnictwa i Rozwoju Wsi. | – |
| 17 lutego 2011 | |
| - Piotra Spyry na stanowisko II wicewojewody śląskiego. | – |
| 7 marca 2011 | |
| - Beaty Oczkowicz na stanowisko wicewojewody świętokrzyskiego. | – |
| 11 marca 2011 | |
| – | - Dariusza Daniluka ze stanowiska podsekretarza stanu w Ministerstwie Finansów (powołany na to stanowisko 28 marca 2008). |
| 15 marca 2011 | |
| - Grzegorza Wałejko na stanowisko podsekretarza stanu w Ministerstwie Sprawiedliwości. | - Jacka Czai ze stanowiska podsekretarza stanu w Ministerstwie Sprawiedliwości (powołany na to stanowisko 26 listopada 2007). |
| 11 kwietnia 2011 | |
| - Wojciecha Nowickiego na stanowiska zastępcy szefa Kancelarii Premiera i podsekretarza stanu w Kancelarii Premiera.                                                                          | – |
| 1 maja 2011 | |
| - Beaty Stelmach na stanowisko podsekretarza stanu w Ministerstwie Spraw Zagranicznych, - Janusza Żbika na stanowisko podsekretarza stanu w Ministerstwie Infrastruktury.                     | – |
| 5 maja 2011 | |
| – | - Mariana Zalewskiego ze stanowiska podsekretarza stanu w Ministerstwie Rolnictwa i Rozwoju Wsi (powołany na to stanowisko 11 stycznia 2008). |
| 10 maja 2011 | |
| - Bartosza Arłukowicza na stanowiska sekretarza stanu w Kancelarii Premiera i pełnomocnika Premiera ds. Przeciwdziałania Wykluczeniu Społecznemu.                                             | – |
| 11 maja 2011 | |
| - Joanny Maćkowiak-Pandery na stanowisko podsekretarza stanu w Ministerstwie Środowiska. | – |
| 23 maja 2011 | |
| – | - Joanny Strzelec-Łobodzińskiej ze stanowiska podsekretarza stanu w Ministerstwie Gospodarki (powołana na to stanowisko 20 października 2008). |
| 31 maja 2011 | |
| – | - Henryka Litwina ze stanowiska podsekretarza stanu w Ministerstwie Spraw Zagranicznych (powołany na to stanowisko 7 maja 2010). |
| 15 czerwca 2011 | |
| - Macieja Kaliskiego na stanowisko podsekretarza stanu w Ministerstwie Gospodarki. | – |
| 20 czerwca 2011 | |
| – | - Jacka Wekslera ze stanowiska podsekretarza stanu w Ministerstwie Kultury i Dziedzictwa Narodowego (powołany na to stanowisko 2 sierpnia 2010). |
| 1 lipca 2011 | |
| - Jerzego Pomianowskiego na stanowisko podsekretarza stanu w Ministerstwie Spraw Zagranicznych.                                                                                               | – |
| 2 sierpnia 2011 | |
| - Tomasza Siemoniaka na urząd ministra obrony narodowej. | - Bogdana Klicha z urzędu ministra obrony narodowej (powołany na ten urząd 16 listopada 2007), - Tomasza Siemoniaka ze stanowiska sekretarza stanu w Ministerstwie Spraw Wewnętrznych i Administracji (powołany na to stanowisko 26 listopada 2007). |
| 4 sierpnia 2011 | |
| - Czesława Mroczka na stanowisko sekretarza stanu w Ministerstwie Obrony Narodowej. | - Czesława Piątasa ze stanowiska sekretarza stanu w Ministerstwie Obrony Narodowej (powołany na to stanowisko 28 stycznia 2008). |
| 9 sierpnia 2011 | |
| - Włodzimierza Karpińskiego na stanowisko sekretarza stanu w Ministerstwie Spraw Wewnętrznych i Administracji.                                                                                | – |
| 21 października 2011 | |
| – | - Waldemara Sługockiego ze stanowiska podsekretarza stanu w Ministerstwie Rozwoju Regionalnego (powołany na to stanowisko 2 marca 2010). |
| 22 października 2011 | |
| – | - Zbigniewa Włodkowskiego ze stanowiska podsekretarza stanu w Ministerstwie Edukacji Narodowej (powołany na to stanowisko 28 listopada 2007). |
| 24 października 2011 | |
| – | - Zbigniewa Sosnowskiego ze stanowiska podsekretarza stanu w Ministerstwie Spraw Wewnętrznych i Administracji (powołany na to stanowisko 1 marca 2008). |
| 25 października 2011 | |
| – | - Małgorzaty Chomycz ze stanowiska wojewody podkarpackiego (powołana na to stanowisko 2 grudnia 2010), - Romana Zaborowskiego ze stanowiska wojewody pomorskiego (powołany na to stanowisko 29 listopada 2007). |
| 26 października 2011 | |
| – | - Heleny Hatki ze stanowiska wojewody lubuskiego (powołana na to stanowisko 29 listopada 2007), - Genowefy Tokarskiej ze stanowiska wojewody lubelskiego (powołana na to stanowisko 29 listopada 2007), - Krystyny Ozgi ze stanowiska wicewojewody łódzkiego (powołana na to stanowisko 21 stycznia 2008). |
| 7 listopada 2011 | |
| – | - Ewy Kopacz z urzędu ministra zdrowia (powołana na ten urząd 16 listopada 2007), - Cezarego Grabarczyka z urzędu ministra infrastruktury (powołany na ten urząd 16 listopada 2007). |
| 8 listopada 2011 | |
| – | - Eugeniusza Grzeszczaka ze stanowiska sekretarza stanu w Kancelarii Premiera (powołany na to stanowisko 10 grudnia 2007). |
| 14 listopada 2011 | |
| – | - Jacka Najdera ze stanowiska podsekretarza stanu w Ministerstwie Spraw Zagranicznych (powołany na to stanowisko 15 grudnia 2008). |
| 17 listopada 2011 | |
| - Bogusława Winida na stanowisko podsekretarza stanu w Ministerstwie Spraw Zagranicznych. | - Krystyny Szumilas ze stanowiska sekretarza stanu w Ministerstwie Edukacji Narodowej (powołana na to stanowisko 20 listopada 2007), - Jacka Cichockiego ze stanowiska sekretarza stanu w Kancelarii Premiera (powołany na to stanowiska 22 stycznia 2008), - Marcina Korolca ze stanowiska podsekretarza stanu w Ministerstwie Gospodarki (powołany na to stanowisko 23 listopada 2005). |
| 18 listopada 2011 | |
| – | - Waldemara Pawlaka z urzędów wiceprezesa Rady Ministrów i ministra gospodarki (powołany na te urzędy 16 listopada 2007), - Elżbiety Bieńkowskiej z urzędu ministra rozwoju regionalnego (powołana na ten urząd 16 listopada 2007), - Jolanty Fedak z urzędu ministra pracy i polityki społecznej (powołana na ten urząd 16 listopada 2007), - Aleksandra Grada z urzędu ministra skarbu państwa (powołany na ten urząd 16 listopada 2007), - Katarzyny Hall z urzędu ministra edukacji narodowej (powołana na ten urząd 16 listopada 2007), - Barbary Kudryckiej z urzędu ministra nauki i szkolnictwa wyższego (powołana na ten urząd 16 listopada 2007), - Marka Sawickiego z urzędu ministra rolnictwa i rozwoju wsi (powołany na ten urząd 16 listopada 2007), - Radosława Sikorskiego z urzędu ministra spraw zagranicznych (powołany na ten urząd 16 listopada 2007), - Jana Vincenta-Rostowskiego z urzędu ministra finansów (powołany na ten urząd 16 listopada 2007), - Bogdana Zdrojewskiego z urzędu ministra kultury i dziedzictwa narodowego (powołany na ten urząd 16 listopada 2007), - Michała Boniego z urzędu ministra-członka Rady ministrów (powołany na ten urząd 15 stycznia 2009), - Adama Giersza z urzędu ministra sportu i turystyki (powołany na ten urząd 14 października 2009), - Krzysztofa Kwiatkowskiego z urzędu ministra sprawiedliwości (powołany na ten urząd 14 października 2009), - Jerzego Millera z urzędu ministra spraw wewnętrznych i administracji (powołany na ten urząd 14 października 2009), - Andrzeja Kraszewskiego z urzędu ministra środowiska (powołany na ten urząd 2 lutego 2010), - Tomasza Siemoniaka z urzędu ministra obrony narodowej (powołany na ten urząd 2 sierpnia 2011). |

## Powołania i odwołania w administracji rządowej
| Powołanie | Odwołanie |
| 26 listopada 2007 | 26 listopada 2007 |
| --- | --- |
| - Sylwestra Rypińskiego na stanowisko prezesa Zakładu Ubezpieczeń Społecznych.                                                                   | - Pawła Wypycha ze stanowiska prezesa Zakładu Ubezpieczeń Społecznych (powołany na to stanowisko 1 czerwca 2007).                                         |
| 28 listopada 2007 | |
| - Mariusza Lipińskiego na stanowisko wiceprezesa Agencji Modernizacji i Restrukturyzacji Rolnictwa.                                              | – |
| 4 grudnia 2007 | |
| - Zdzisława Skorży na stanowisko zastępcy szefa Agencji Bezpieczeństwa Wewnętrznego.                                                             | – |
| 18 grudnia 2007 | |
| – | - Mariusza Lipińskiego ze stanowiska wiceprezesa Agencji Modernizacji i Restrukturyzacji Rolnictwa (powołany na to stanowisko 28 listopada 2007).         |
| 20 grudnia 2007 | |
| – | - Pawła Usidusa ze stanowiska Głównego Inspektora Transportu Drogowego (powołany na to stanowisko 28 lutego 2007).                                        |
| 21 grudnia 2007 | |
| - Tomasza Połcia na stanowisko Głównego Inspektora Transportu Drogowego.                                                                         | – |
| grudzień 2007 | |
| - Mariana Pigana na stanowisko zastępcy dyrektora generalnego Państwowego Gospodarstwa Leśnego Lasy Państwowe.                                   | – |
| 16 stycznia 2008 | |
| - Krzysztofa Bondaryka na stanowisko Szefa ABW, - Macieja Huni na stanowisko Szefa SWW.                                                          | - Witolda Marczuka ze stanowiska Szefa SWW (powołany na to stanowisko 4 października 2006).                                                               |
| 22 lutego 2008 | |
| – | - Tomasza Czajkowskiego ze stanowiska Prezesa Urzędu Zamówień Publicznych.                                                                                |
| 23 lutego 2008 | |
| - Jacka Sadowego na stanowisko Prezesa Urzędu Zamówień Publicznych.                                                                              | – |
| 25 lutego 2008 | |
| - Jolanty Kochańskiej na stanowisko zastępcy prezesa Polskiego Komitetu Normalizacyjnego.                                                        | – |
| 5 marca 2008 | |
| - Andrzejowi Ananiczowi powierzenie obowiązków Szefa AW.                                                                                         | - Zbigniewa Nowka ze stanowiska Szefa AW (powołany na to stanowisko 22 listopada 2005).                                                                   |
| 22 kwietnia 2008 | |
| - Lesława Gajka na stanowisko zastępcy przewodniczącego Komisji Nadzoru Finansowego.                                                             | – |
| kwiecień 2008 | |
| - Mariana Pigana na stanowisko dyrektora generalnego Państwowego Gospodarstwa Leśnego Lasy Państwowe.                                            | - Mariana Pigana ze stanowiska zastępcy dyrektora generalnego Państwowego Gospodarstwa Leśnego Lasy Państwowe (powołany na to stanowisko w grudniu 2007). |
| 8 maja 2008 | |
| - Jerzego Krawca na stanowisko zastępcy prezesa Polskiego Komitetu Normalizacyjnego.                                                             | – |
| 9 maja 2008 | |
| - Zbigniewa Tetera na stanowisko wiceprezesa Narodowego Funduszu Zdrowia.                                                                        | – |
| 12 maja 2008 | |
| - Lechowi Witeckiemu powierzenie obowiązków dyrektora Generalnej Dyrekcji Dróg Krajowych i Autostrad.                                            | – |
| 20 maja 2008 | |
| - Janusza Noska na stanowisko Szefa SKW. | – |
| 4 czerwca 2008 | |
| - Małgorzaty Krasnodębskiej-Tomkiel na stanowisko prezesa UOKiK.                                                                                 | - Marka Niechciała ze stanowiska prezesa UOKiK (powołany na to stanowisko 4 kwietnia 2007).                                                               |
| 7 czerwca 2008 | |
| - Maciejowi Huni, Szefowi SWW, powierzenie obowiązków Szefa AW.                                                                                  | - Andrzeja Ananicza z powierzenia obowiązków Szefa AW (powołany na to stanowisko 5 marca 2008).                                                           |
| 26 czerwca 2008 | |
| - Janiny Pszczółkowskiej na stanowisko wiceprezesa Kasy Rolniczego Ubezpieczenia Społecznego.                                                    | – |
| 11 sierpnia 2008 | |
| - Macieja Huni na stanowisko szefa Agencji Wywiadu, - Radosława Kujawę na stanowisko Szefa SWW.                                                  | - Macieja Huni ze stanowiska Szefa SWW (powołany na to stanowisko 16 stycznia 2008).                                                                      |
| 13 sierpnia 2008 | |
| - Dariusza Piasty na stanowisko wiceprezesa Urzędu Zamówień Publicznych.                                                                         | – |
| 20 sierpnia 2008 | |
| - Jacka Jarząbka na stanowisko zastępcy Głównego Geodety Kraju (zastępcy Prezesa Głównego Urzędu Geodezji i Kartografii).                        | – |
| 10 października 2008 | |
| - Henryka Smolarza na stanowisko wiceprezesa Agencji Rynku Rolnego.                                                                              | – |
| 23 marca 2009 | |
| - Tomasza Kołodzieja na stanowisko prezesa Agencji Restrukturyzacji i Modernizacji Rolnictwa.                                                    | – |
| 1 lipca 2009 | |
| - Grzegorza Cessaka na stanowisko prezesa Urzędu Rejestracji Produktów Leczniczych, Wyrobów Medycznych i Produktów Biobójczych.                  | – |
| 8 września 2009 | |
| - Elżbiecie Łopacińskiej powierzenie obowiązków prezesa Zakładu Ubezpieczeń Społecznych.                                                         | - Sylwestra Rypińskiego ze stanowiska prezesa Zakładu Ubezpieczeń Społecznych (powołany na to stanowisko 26 listopada 2007).                              |
| 2 października 2009 | |
| - Zbigniewa Derdziuka na stanowisko prezesa Zakładu Ubezpieczeń Społecznych, - Krystyny Kozłowskiej na stanowisko Rzecznika Praw Pacjenta.       | - Elżbiety Łopacińskiej z powierzenia obowiązków prezesa Zakładu Ubezpieczeń Społecznych (powołana na to stanowisko 2 października 2009).                 |
| 13 października 2009 | |
| - Pawłowi Wojtunikowi powierzenie obowiązków szefa Centralnego Biura Antykorupcyjnego, - Janusza Czerwińskiego na stanowisko zastępcy szefa CBA. | - Mariusza Kamińskiego ze stanowiska szefa Centralnego Biura Antykorupcyjnego (powołany na to stanowisko 3 sierpnia 2006).                                |
| 30 grudnia 2009 | |
| - Pawła Wojtunika na stanowisko szefa Centralnego Biura Antykorupcyjnego.                                                                        | - Pawła Wojtunika z powierzenia obowiązków szefa Centralnego Biura Antykorupcyjnego (powołany na to stanowisko 13 października 2009).                     |
| 28 maja 2010 | |
| - Macieja Klepacza na stanowisko zastępcy szefa CBA.                                                                                             | – |
| 17 stycznia 2011 | |
| – | - Krzysztofa Dyla ze stanowiska wiceprezesa Urzędu Komunikacji Elektronicznej (powołany na to stanowisko 19 kwietnia 2006).                               |
| 18 stycznia 2011 | |
| - Krzysztofa Dyla na stanowisko wiceprezesa Urzędu Transportu Kolejowego.                                                                        | – |
| 12 października 2011 | |
| - Andrzeja Jakubiaka na stanowisko przewodniczącego Komisji Nadzoru Finansowego.                                                                 | – |
| październik 2011 | |
| - Wojciecha Kwaśniaka na stanowisko zastępcy przewodniczącego Komisji Nadzoru Finansowego.                                                       | – |
| 10 listopada 2011 | |
| – | - Henryka Smolarza ze stanowiska wiceprezesa Agencji Rynku Rolnego (powołany na to stanowisko 10 października 2008).                                      |